# Marita Carlborg
Eva Marita Carlborg-Olsson, född 24 maj 1950 i Blåviks församling, Östergötlands län, är en svensk silversmed.  
Carlborg studerade vid Sveriges Juvelerare och Guldsmedsförbunds skola Strålsnäs i Mjölby 1967–1971 och etablerade en silversmedsateljé 1972. Hon har tilldelats Bildkonstnärsfondens stipendium ett flertal gånger. Hon har medverkat i ett trettiotal svenska samlingsutställningar och internationella konsthantverksutställningar i Nederländerna, Tyskland, USA, Finland, Norge, Skottland, Estland, England och Spanien. Hon har utfört silverarbeten för kyrkorna i Blåviks kyrka, Tunabergs kyrka, Torpa kyrka och Nävelsjö kyrka. Hennes konst består av smycken kyrksilver och silverkorpus.